# Distribución mundial de los recursos hídricos
La distribución mundial de los recursos hídricos es muy irregular.  La mayor parte del agua atmosférica y de la cortical está en los océanos (agua salobre). El agua dulce constituye solamente el 2,5 % del total. Debido a que los océanos cubren aproximadamente el 71 % del área de la Tierra, este planeta refleja luz azul.
Por ello, desde el exoespacio se ve de este color, y a menudo se le denomina planeta azul o  punto azul pálido. Un estimado de 1,5 a 11 veces la cantidad de agua oceánica se podría encontrar a cientos de millas de profundidad en el interior de la Tierra, aunque no en estado líquido.

## Razones de la irregularidad
La corteza oceánica es delgada, densa y joven: ninguna de las rocas componentes es anterior a la ruptura de Pangea. Debido a que el agua es mucho más densa que cualquier gas, fluye hacia las «depresiones» formadas como consecuencia de la alta densidad de la corteza oceánica.
En planetas como Venus, carentes de agua, las depresiones forman una vasta planicie sobre la cual emergen plataformas. A causa de la baja densidad de las rocas de la corteza continental, éstas contienen grandes cantidades de sales fácilmente erosionables de metales alcalinos y alcalinotérreos.
Durante miles de millones de años (origen del agua en la Tierra), la sal se ha acumulado en los océanos como resultado de la evaporación que retorna el agua dulce al continente como lluvia y nieve.

## Consecuencia
En consecuencia, la vasta mayoría del agua de la Tierra es salina o salobre, con un promedio de salinidad del 35 ‰ (o 3.5 %), ≈34 gramos de sales en 1 kg de agua marina, aunque esto varía ligeramente según la cantidad de escurrimiento procedente del terreno circunstante. En total, el agua oceánica y la de mares marginales, el agua subterránea salina y la de lagos interiores constituye más del 97 % del agua de la Tierra, aunque los lagos exorreicos almacenan una cantidad globalmente significativa de agua. Raramente se considera el agua subterránea salina, excepto cuando se evalúa la calidad del agua en regiones áridas.

## Relación agua salobre/agua dulce
El resto del agua de la Tierra constituye el recurso del agua fresca del planeta. Típicamente, la salinidad de esta agua es de menos de uno por ciento de la correspondiente a los océanos: ≵0,35 ‰. Al agua con salinidad entre este nivel y el 1 ‰ se le designa agua marginal, porque es marginal para muchos usos humanos y animales. La relación agua salobre/agua dulce de la Tierra es de aproximadamente 40 a 1.

## Distribución del agua dulce
La distribución del agua dulce es también muy dispar. Aunque durante períodos cálidos como los imperantes en el Mesozoico y en el Paleógeno –cuando no existieron glaciares– toda el agua fresca se encontraba en ríos y arroyos, actualmente la mayor parte de esta agua existe en hielo, nieve, agua subterránea y humedad en suelos, y solamente el 0,3 % es líquida en la superficie. Del agua dulce superficial, el 87 % está contenida en lagos, el 11 % en pantanos y sólo el 2 % en ríos. También existen pequeñas cantidades de agua en la atmósfera y en los seres vivos. De estas fuentes, únicamente el agua de ríos es generalmente aprovechable.

## Distribución en lagos
La mayoría de los lagos se ubica en regiones muy inhóspitas: los de origen glacial de Canadá, el lago Baikal (en Rusia), el lago Khövsgöl (en Mongolia) y los Grandes Lagos Africanos. Se exceptúan los Grandes Lagos de Norteamérica, que por volumen contienen el 21 % del agua dulce del mundo. Se localizan en una región habitable, densamente poblada. La Cuenca de los Grandes Lagos aloja a 33 millones de habitantes. Las ciudades canadienses de Toronto, Hamilton, Ontario, St. Catharines, Niágara, Oshawa, Windsor y Barrie, y las estadounidenses Duluth (Minnesota), Milwaukee, Chicago, Gary, Detroit, Cleveland, Buffalo y Rochester son ribereñas de los Grandes Lagos.

## Distribución del agua subterránea
Aunque el volumen total de agua subterránea es mucho mayor que el fluvial, una gran proporción de ella es salobre. Por lo tanto se le clasifica como agua salina. Así mismo, en regiones áridas hay mucha agua subterránea fósil que en miles de años nunca ha sido renovada. A esto se le debe considerar agua renovable.
Sin embargo, el agua subterránea dulce es muy valiosa, especialmente en países áridos como India. Su distribución es muy similar a la fluvial, pero es más fácil de almacenar en climas cálidos y secos, porque los acuíferos subterráneos están mucho más protegidos contra la evaporación que las presas. En países como Yemen, durante la temporada de lluvias el agua subterránea errática de origen pluvial es la mayor fuente de agua para irrigación.
Puesto que la cuantificación de recarga del agua subterránea es mucho más difícil que la de corrientes superficiales, generalmente a la subterránea no se la usa en áreas donde se dispone de niveles aún bastante limitados de agua superficial. Estimaciones del total de recarga de agua subterránea varían grandemente para la misma región, según la fuente usada, y casos donde se explota agua subterránea fósil que superan la tasa de recarga (incluido el acuífero Ogallala) son muy frecuentes y casi siempre no seriamente considerados cuando se desarrollan por vez primera.

## Distribución de aguas salinas y dulces
El volumen total de agua de la Tierra se estima en 1386 millones de km³ (333 millones de millas cúbicas), de las cuales el 97,5 % son de agua salada y el 2,5 % restante es de agua fresca. De esta, en la superficie solamente el 0,3 % es líquida. Además, en el interior, la porción inferior del manto terrestre puede contener unas cinco veces más agua que toda el agua superficial combinada (oceánica, lacustre y fluvial).

## Distribución del agua fluvial
Se estima que el volumen total del agua fluvial es de 2120 km³ (510 millas cúbicas), o el 2 % de la superficie de agua de la Tierra. A menudo, a ríos y a cuencas se les compara no por volumen estático, sino por flujo del agua: escorrentía. La distribución mundial de estos flujos es muy dispar.
| Continente o región             | Escorrentía (km³/año) | Porcentaje del total mundial |
| ------------------------------- | --------------------- | ---------------------------- |
| Norteamérica                    | 7,800                 | 17.9                         |
| Sudamérica                      | 12,000                | 27.6                         |
| Europa                          | 2,900                 | 6.7                          |
| Medio Oriente y Norte de África | 140                   | 0.3                          |
| África Subsahariana             | 4,000                 | 9.2                          |
| Asia (excepto Medio Oriente)    | 13,300                | 30.6                         |
| Australia                       | 440                   | 1.0                          |
| Oceanía                         | 6,501                 | 14.9                         |

En estas regiones puede haber enormes variaciones. Por ejemplo, en Australia el 25 % del limitado abastecimiento de agua fresca renovable se ubica en la casi despoblada península del Cabo York. Así mismo, aún en continentes bien dotados de agua existen áreas de escasez extrema, como Texas, en Norteamérica, con solamente 26 km³/año en 695,622 km², o Sudáfrica, con 44 km³/año en 1,221,037 km². Áreas de gran disponibilidad de agua renovable son:
- Cuencas de los ríos Amazonas y Orinoco: 6500 km³/año, el 15  % de la escorrentía global
- Este de Asia
  - Cuenca del Yangtze: 1000 km³/año
- Sur y Sudeste Asiático: 8000 km³/año, el 18 % de la escorrentía mundial
  -  Cuenca del Brahmaputra: 900 km³/año
  - Cuenca del Irrawaddy: 500 km³/año
  - Cuenca del Mekong: 450 km³/año
- Canadá: >10  % de agua fluvial del mundo y gran cantidad en lagos
  - Río Mackenzie: >250 km³/año
  - Río Yukón: >150 km³/año
- Siberia
  - Yenisey: >5 % de agua fresca en cuenca, segunda en importancia después de la Amazonas
  - Río Ob: >500 km³/año
  - Río Lena >450 km³/año
- Nueva Guinea
  - Ríos Fly y Sepik: >300 km³/año en una cuenca de ≈150,000 km²

## Área, volumen y profundidad del océano mundial
| Cuerpo hídrico           | Área (106 km²) | Volumen (106 km³) | Profundidad media (m) |
| ------------------------ | -------------- | ----------------- | --------------------- |
| Océano Atlántico         | 82,4           | 323,6             | 3926                  |
| Océano Pacífico          | 165,2          | 707,6             | 4282                  |
| Océano Índico            | 73,4           | 291,0             | 3963                  |
| Total de océanos y mares | 361            | 1370              | 3796                  |

## Disponibilidad de agua
La disponibilidad de agua es importante para la sobrevivencia de las especies acuáticas y para uso humano. La disponible solamente durante pocos años de lluvias no se ha de considerar renovable. Porque la mayor parte de las escorrentías globales proviene de áreas de muy baja variabilidad climática, generalmente el total de estos escurrimientos es así mismo de baja variabilidad.
Aún en la mayoría de las zonas áridas tienden a ocurrir pocos problemas de variabilidad de agua corrediza porque se abastece de regiones de alta montaña que proveen deshielo de glaciares altamente confiables como fuentes principales, que también fluye durante el pico de consumo de pleno verano. Esto ha ayudado al desarrollo de muchas grandes civilizaciones antiguas. Todavía hoy abastece a la agricultura en áreas productivas como el valle de San Joaquín.
Sin embargo, en Australia y en Sudáfrica no sucede lo mismo. La variabilidad de escurrimientos es mucho mayor que en otras regiones continentales del mundo de climas similares. Típicamente, en tales países el coeficiente de variación de escorrentía de los ríos en los climas templados (C de la clasificación climática de Köppen) y áridos (B de esta misma clasificación) es el triple de la de otras regiones continentales.
La razón es que en otros continentes la morfología de los suelos fue ampliamente moldeada por la glaciación del Cuaternario y por génesis montañosa. En cambio, en Australia y en Sudáfrica los suelos han permanecido inalterados desde al menos el Cretácico Temprano, y generalmente desde la previa glaciación del Carbonífero.
En consecuencia, los niveles de nutrientes disponibles en los suelos tienden a ser de varios órdenes de magnitud inferiores a los de climas similares de otros continentes, y la flora nativa compensa tal carencia mediante densidades de enraizamiento muy superiores (p. ej. raíces protoides), para absorber cantidades mínimas de fósforo y de otros nutrientes. Como estas raíces absorben tanta agua, en ríos típicos australianos y sudafricanos no se dan  corrientes hasta que se han precipitado aproximadamente 300 mm (12 pulgadas) o más de lluvia. En otros continentes, en virtud de las bajas densidades de enraizamiento, la escorrentía ocurre después de lluvias notablemente ligeras.
| Tipo de clima (Köppen)       | Lluvia media anual    | Tasa típica de escorrentía en Australia y en Sudáfrica | Tasa típica de escorrentía en el resto del mundo |
| ---------------------------- | --------------------- | ------------------------------------------------------ | ------------------------------------------------ |
| BWh                          | 250 mm (10 pulgadas)  | 1 por ciento (2.5 mm)                                  | 10 por ciento (25 mm)                            |
| BSh (en franja mediterránea) | 350 mm (14 pulgadas)  | 3 por ciento (12 mm)                                   | 20 por ciento (80 mm)                            |
| Csa                          | 500 mm (20 pulgadas)  | 5 por ciento (25 mm)                                   | 35 por ciento (175 mm)                           |
| Caf                          | 900 mm (36 pulgadas)  | 15 por ciento (150 mm)                                 | 45 por ciento (400 mm)                           |
| Cb                           | 1100 mm (43 pulgadas) | 25 por ciento (275 mm)                                 | 70 por ciento (770 mm)                           |

La consecuencia de esto es que muchos ríos en Australia y en Sudáfrica (comparados con extremadamente pocos de otros continentes) son teóricamente imposibles de regular porque las tasas de evaporación en presas implican almacenamiento suficientemente prolongado para teóricamente regular el río a un dado nivel que realmente permitiría muy poco volumen aprovechable.
Ejemplos de tales ríos son los comprendidos dentro de la cuenca del Lago Eyre. Aún para otros ríos australianos, el triple de almacenamiento abastecería el tercio de agua en un clima comparable en el sureste de Norteamérica o en el sur de China. Así mismo afecta a la vida acuática favoreciendo fuertemente a especies capaces de reproducirse rápidamente después de altas avenidas, de modo que algunas sobrevivirán durante la sequía próxima.
En contraste, en ríos australianos y sudafricanos con clima A (tropical) de la clasificación climática de Köppen) no ocurren tasas marcadamente más bajas de escorrentía que las de climas similares en otras regiones del mundo. Aunque suelos tropicales de Australia y Sudáfrica son aún más infértiles que los de partes áridas y templadas de estos continentes, la vegetación puede usar fósforo orgánico o fosfato disuelto en agua pluvial como fuente del nutriente.
En climas más fríos y más secos estas dos fuentes relacionadas tienden a ser virtualmente innecesarias, por lo cual tales medios especiales se necesitan para extraer mínimas cantidades de fósforo. Existen otras áreas aisladas de alta variabilidad de escorrentía, aunque básicamente se deben a regímenes pluviales erráticos, más que a hidrología diferente. Incluyen:
- Asia Occidental
- La Región Nordeste de Brasil
- Las Grandes Planicies de Estados Unidos

## Agua en el manto terrestre
Se estima que el interior de la Tierra contiene adicionalmente 1,5 a 11 veces la cantidad de agua de los océanos. Algunos científicos han sostenido la hipótesis referente a que el agua del manto terrestre es parte de un «ciclo hídrico holista de la Tierra».
Algo del agua del manto se disuelve en varios minerales cerca de la zona de transición entre las partes superior e inferior de este manto. A  temperaturas de 1100 grados Celsius (2012,0 °F) y presiones extremas imperantes a grandes profundidades, el agua se descompone en hidroxilos y oxígeno.
En 2002 se predijo experimentalmente la existencia de agua, y en 2014 se comprobó en pruebas en  una muestra de ringwoodita y mediante evidencia directa. Evidencia posterior de grandes cantidades de agua en el manto se encontró durante observaciones de fusión en la zona de transición del proyecto USArray. En la ringwoodita no existe agua líquida, sino que sus componentes (hidrógeno y oxígeno) están contenidos como iones de hidróxido.